# Jízda vně dopravního prostředku

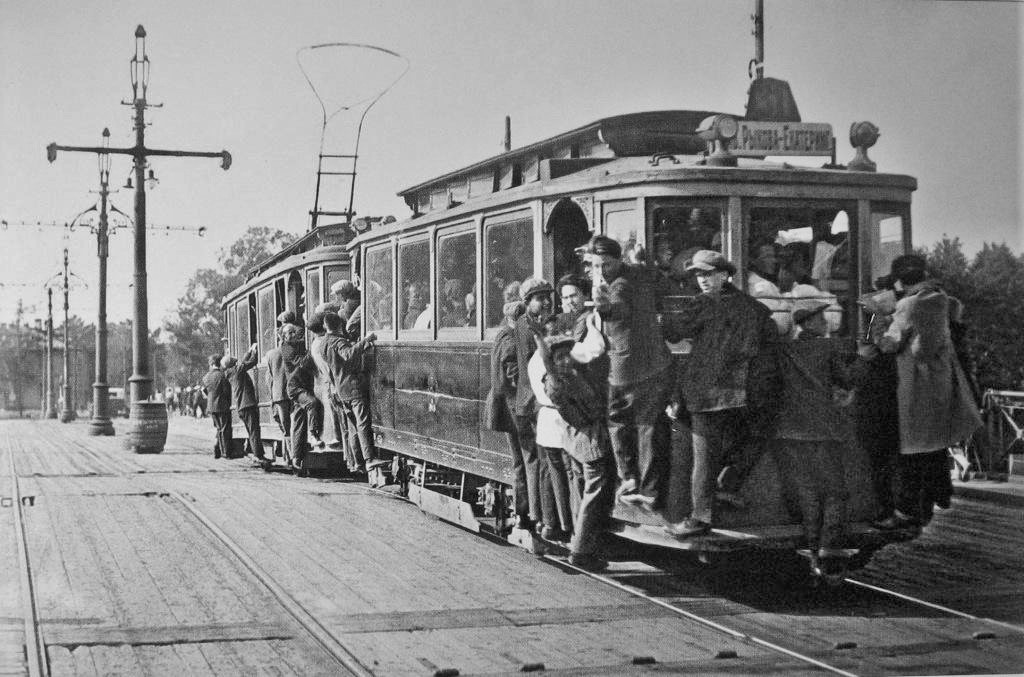
Surfování na tramvaji v Petrohradě

Jízda vně dopravního prostředku (někdy také známá pod anglickým názvem train surfing, nebo surfing na jakékoliv jiném dopravním prostředku) patří mezi jedny z nejvíce rizikových aktivit spojených s přepravou osob, během které konkrétní jedinci v rámci této činnosti jezdí na vnější straně jedoucího dopravního prostředku. Jízda vně s sebou tak přináší vysoké riziko úrazu, zranění nebo dokonce až smrti.

## Rizika a následky
Mezi hlavní rizika spojená s jízdou vně dopravního prostředku patří úraz elektrickým proudem, který může nastat v případě přiblížení se nebo dotknutí se vysokonapěťového vedení, kdy je takto nechráněná osoba vystavena elektrickému proudu. Vysoká rychlost a nestabilní povrch může mimo jiné vést k riziku pádu, které je spojené s vážnými zraněními i smrtí. Dále během jízdy může dojít ke srážce s překážkou, kdy osoba vyčnívá do prostoru. Samotné zranění či smrt aktéra může vést k psychologickým traumatům rodiny postiženého. Jízda vně s sebou také nese i trestněprávní následky, které jsou způsobené ilegalitou této činnosti, ty se v konkrétních zemích liší.

## Motivace
Mezi jednu z hlavních motivací jízdy vně dopravní prostředek patří zábava. Především jde o touhu po adrenalinovém dobrodružství, která je umocněná vysokým potenciálem nebezpečí. Dále mezi důvody jízdy vně patří ekonomické motivace spojené s neplacením jízdného (především v zemích s vysokou mírou chudoby). V současné době je "surfování" také spojeno s trendy které se šíří v rámci sociálních sítí a vytváří precedens pro ostatní uživatele.

## Časté dopravní prostředky využívány pro jízdu vně
Jízdu vně lze provozovat na jakémkoliv dopravním prostředku, který tuto činnost umožňuje to jest takový, kterého se lze držet, stát na něm či být v jiné poloze. Mezi nejpopulárnější prostředky však patří tramvaje, vlaky, soupravy metra. Dále se často provádí „surfing“ také na autobusu či trolejbusu.